# Lágyvas

Szemléltetés: A bekapcsolt elektromágnes (tekercs) magához vonzza a vas iratkapcsokat

A lágyvas általában egy mag, amelyet legalább egy tekercs vesz körül. A tekercsben folyó elektromos áram mágneses teret hoz létre, mely a jobbkéz-szabály szerinti irányú. Mivel az erővonalak a tekercs belsejében azonos irányúak, így a vasban mágneses fluxus alakul ki. Ez a fluxus teszi lehetővé, hogy mágnesezhető anyagokat magához vonzzon. Az elektromos áram megszűnése után elveszíti mágneses tulajdonságait.

## Története
Hans Christian Ørsted (1777–1851) dán fizikus 1820-ban felfedezte, hogy a vezetőben folyó elektromos áram kitéríti a mágnestűt. Ezután André-Marie Ampère (1775–1836) fedezte fel, hogy az áramjárta vezeték hasonló tulajdonságokkal rendelkezik, mint a mágnesrúd.

## Az elektromágnes erőssége
Az elektromágnes erőssége függ
- a tekercsben folyó áram nagyságától
- a tekercs menetszámától
- a vasmag anyagától, relatív permeabilitásától
- a vasmag alakjától, méretétől

## Gyakorlati alkalmazásai
Néhány példa a gyakorlati alkalmazására: generátor, lineáris motor, mágneses lebegtetés, teheremelő mágnes, sínfék, villanymotor, relé, elektromos mérőműszer, automata biztosító, mikrofon, hangszóró, autókürt, elektromos csengő, mágneses ajtózár, elektromágneses ágyú (kísérleti fegyver), kromatográfiás analitika, részecskegyorsító, stb.

### Villamosenergia-termelés
Mivel a villamosenergia felhasználás nem állandó, de az erőművek generátorainak a terheléstől függetlenül állandó feszültséget kell szolgáltatniuk, a generátorokban nem használhatnak állandó mágneseket. A forgórész elektromágneseinek gerjesztésének nagyságával szabályozható az előállított teljesítmény.

### Lineáris motor
Felépítése megegyezik a normál motoréval, de síkban ki van terítve. Az átkapcsolást elektronika vezérli.

### Mágneses lebegtetés
A korszerű vasúti járművek nem sínen gurulnak, hanem elektromágnesek tartják meghatározott magasságban, így elkerülve a súrlódást, rázkódást.

### Teheremelő mágnes
Vasanyagok és egyéb mágnesezhető anyagok felemelésére, rövid távú szállítására használják. Az elektromos áram ki- és bekapcsolásával szabályozzák, hogy a mágnes felemelje vagy elengedje az anyagot.

### Sínfék
Kötöttpályás járműveknél a sínfék biztosítja a gyors fékezést. Az elektromágnes rugó ellenében a sínhez vonzza magát, és a nagy súrlódást kihasználva fékez.

### Villamos motorok
Az elektromágneses vonzás és taszítás elvén működnek az elektromotorok. Az egyenáramú motorok esetében a forgórészre szerelt kommutátor feladata, hogy a forgórészen és az állórészen mindig a megfelelő irányú mágneses tér legyen jelen. A váltakozóáramú háromfázisú motorok az állórészen lévő tekercsekkel hoznak létre forgó mágneses teret. Az egyfázisú motoroknál induktív vagy kapacitív fáziseltolással hozzák létre a forgó mágneses teret.

### Elektromágneses jelfogó (relé)
Ha az elektromágnes horgonyát villamos kontaktus mozgatására használjuk fel, kis elektromos jellel nagy teljesítményt kapcsolhatunk. A reed-relé esetében magukban a tekercs belsejében lévő ferromágneses érintkezőkben lép fel a vonzóerő, amely egymáshoz rántja a lágyvasakat, mivel ugyanaz a mágneses tér mágnesezi fel a lemezeket, de egymáshoz képest eltoltan, a déli pólussal szemben a másik lemez északi pólusa található, amik vonzzák egymást, így létrejön az áramkör.

### Adattárolás
A mágneses hang és képrögzítés esetében a villamos jellé alakított hanggal vagy a képtartalommal a felvevőfejet (ami tulajdonképpen egy elektromágnes) táplálják, ami az előtte elhaladó mágnesezhető anyagon a jellel arányos mágneses nyomot hoz létre, ami visszaolvasható. A számítógépek mágneslemezei is ugyanezen az elven működnek, az 5,25"-os flopitól a modernebb merevlemezekig.

### Orvosi alkalmazás
A diagnosztikában használt MRI (Magnetic Resonance Imaging) egy gyorsan változó, erős mágneses teret hoz létre, ennek hatását használják fel képalkotásra.

### Elektromos csengő
Itt az elektromágnes előtt található egy lágyvas test, amelyet egy rugalmas fémlemez tart. Ha a tekercsben áram folyik, magához vonzza a lágyvasat, és a vele összekötött kalapácsot, ami megszólaltatja a csengőt. De össze van kötve egy érintkezővel is, ami ilyenkor megszakítja az áramkört. Az elektromágnes elveszti mágnesességét, a lágyvas visszatér eredeti pozíciójába, az áramkör újra záródik, ez a mozgás addig ismétlődik, amíg a csengőgomb nyomva van.

### Elektromos kenyérpirító
A kenyérszeletek behelyezése után, a kar lenyomásakor (rugó ellenében) egy elektromágneshez nyomjuk a karral kényszerkapcsolatban álló lágyvas darabot. A beállított érték elérése után az elektromágnes áramellátása megszakad, tovább nem tudja megtartani a lágyvas darabot, és a rugóerő hatására a szerkezet visszatér alaphelyzetbe.